# Greenville (Karolina Południowa)
Greenville – miasto w Stanach Zjednoczonych, w północnej części stanu Karolina Południowa, u podnóża Pasma Błękitnego. Siedziba hrabstwa Greenville. Według spisu z 2020 roku liczy ponad 70,7 tys. mieszkańców. Obszar metropolitalny Greenville–Anderson jest największym w stanie i obejmuje 928,2 tys. mieszkańców.
W mieście rozwinął się przemysł bawełniany, chemiczny, maszynowy, metalowy, elektroniczny, lotniczy oraz spożywczy.

## Demografia

### Ludność
Według danych z 2019 roku 67,7% mieszkańców głównego miasta identyfikowało się jako biali (65,3% nie licząc Latynosów), 23,4% jako czarni lub Afroamerykanie, 2,8% było rasy mieszanej, 1,9% to byli Hawajczycy i mieszkańcy innych wysp Pacyfiku, 1,5% miało pochodzenie azjatyckie i 0,12% to byli rdzenni Amerykanie. Latynosi stanowili 5,0% ludności miasta.
Poza osobami pochodzenia afroamerykańskiego, do największych grup należą osoby pochodzenia angielskiego (11,0%), niemieckiego (10,0%), irlandzkiego (8,9%), szkockiego lub szkocko–irlandzkiego (7,9%), „amerykańskiego” (6,6%) i włoskiego (3,5%).

## Religia

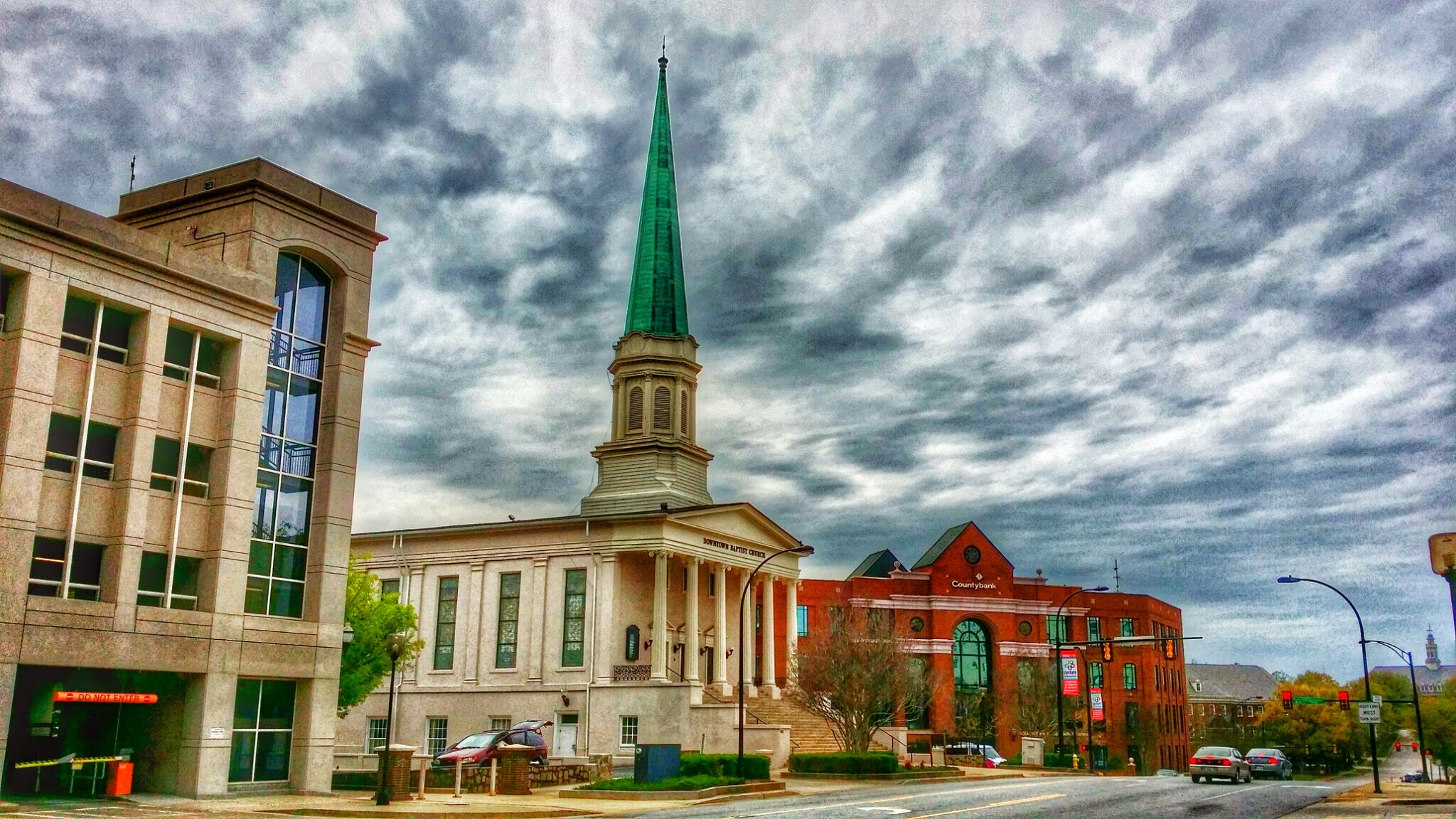
Panorama śródmieścia, pośrodku kościół baptystyczny

Greenville ma najwyższy odsetek zielonoświątkowców (6,9%) i czwarty co do wielkości odsetek baptystów (31,6%), wśród amerykańskich aglomeracji liczących więcej jak 500 tys. mieszkańców. 
Silne wpływy ewnagelikalnych wynikają z obecności fundamentalistycznych uczelni, takich jak Bob Jones University.
W 2010 roku do największych grup religijnych w aglomeracji Greenville, należeli:
- Południowa Konwencja Baptystów – 239 179 członków w 470 zborach
- Kościoły zielonoświątkowe – ok. 60 tys. członków w 201 zborach
- ewangelikalni bezdenominacyjni – 46 817 członków w 145 zborach
- Zjednoczony Kościół Metodystyczny – 39 272 członków w 136 kościołach
- Kościół katolicki – 31 532 członków w 15 kościołach
- Kościół Prezbiteriański USA – 19 342 członków w 59 kościołach

## Uczelnie
Greenville jest domem dla Uniwersytetu Furmana, założonego w 1826 jako baptystyczna szkoła teologiczna w Edgefield i przeniesionego do Greenville w 1850, Uniwersytetu Boba Jonesa (1927), fundamentalistycznego college'u biblijnego, który przeniósł się do Greenville w 1947, oraz Greenville Technical College (1962).
W muzeum i galerii Uniwersytetu Boba Jonesa znajduje się duża kolekcja sztuki sakralnej. 

## Urodzeni w Greenville
- Jesse Jackson (ur. 1941) – aktywista polityczny i duchowny baptystyczny, w latach 1991–97 senator z Dystryktu Kolumbii[9]
- John Watson (1878–1958) – psycholog
- Kevin Garnett (ur. 1976) – koszykarz
- Jim DeMint (ur. 1951) – polityk i biznesmen, w latach 2005–2013 senator z Karoliny Południowej
- William Cumming Rose (1887–1985) – biochemik i dietetyk
- Charles Townes (1915–2015) – fizyk, noblista
- Josh White (1914–1969) – piosenkarz i działacz na rzecz praw obywatelskich

## Współpraca
Miejscowości partnerskie:
- Bergamo, Włochy
- Kortrijk, Belgia
- Tiencin, Chiny
- Vadodara, Indie[10]